# 天主教新大卡薩斯教區
天主教新大卡薩斯教區（拉丁語：Dioecesis Neograndicasensis），是墨西哥一個天主教教區，屬奇瓦瓦總教區。
教區位於奇瓦瓦州西北部。2004年有教友98,993人，佔總人口68.7%。有十三個堂區、司鐸六十一人。現任教區主教為赫蘇斯·若瑟·埃雷拉·基紐內斯。
新大卡薩斯自治監督區成立於1977年4月13日，2000年6月2日升為教區。